# سیارک ۸۷۲۹
سیارک ۸۷۲۹ (به انگلیسی: 8729 Descour، نامگذاری:1996VZ12) هشت هزار و هفتصد و بیست و نهمین سیارک کشف شده‌است که در ۵ نوامبر ۱۹۹۶ کشف شد.
قدر مطلق سیارک برابر ۱۵٫۰۰ است.